# Storsjön (Gästrikland)
Storsjön – jezioro w Szwecji, w prowincji historycznej (landskap) Gästrikland, w granicach gmin Sandviken i Gävle. Położone jest na wysokości ok. 62 m n.p.m. Powierzchnia wynosi ok. 70,67 km², średnia głębokość ok. 4,7 m, maksymalna dochodzi do ok. 12,5 m.
Jezioro odwadnia rzeka Gavleån. Największą miejscowością położoną nad Storsjön jest Sandviken.